# Viviparus intertextus
Viviparus intertextus е вид охлюв от семейство Viviparidae. Видът не е застрашен от изчезване.

## Разпространение и местообитание
Разпространен е в САЩ (Айова, Алабама, Арканзас, Джорджия, Илинойс, Луизиана, Минесота, Мисисипи, Тексас, Тенеси и Южна Каролина).
Обитава сладководни басейни, заливи, реки и канали.

## Описание
Популацията на вида е стабилна.